# کاستجیو
کاستجیو (به ایتالیایی: Casteggio) یک کومونه در ایتالیا است که در استان پاویا واقع شده‌است.

## خصوصیات
کاستجیو ۱۷٫۷۸ کیلومترمربع مساحت و ۶٬۴۱۳ نفر جمعیت دارد و ۹۰ متر بالاتر از سطح دریا واقع شده‌است.